# Marché automobile français en 2021
Marché automobile français par année
- 2016
- 2017
- 2018
- 2019
- 2020
- 2021
- 2022
- 2023
- 2024

Le marché automobile français des voitures particulières en 2021 s'établit à 1 659 004 unités vendues, soit une hausse de 0,5 % par rapport à 2020 (1 650 082 unités).

## Évolution du marché français
(en milliers de véhicules neufs)

## Synthèse du marché 2021
- Les ventes de véhicules neufs remontent de 0,5 % par rapport à 2020, mais en baisse de 25 % par rapport à 2019[4],[2]. La pandémie de Covid-19 et la pénurie mondiale de semi-conducteurs ont amené le marché automobile français au niveau de 1975[5].
- Le marché de l’occasion atteint un nouveau record avec 5 967 808 immatriculations, soit une hausse de 8,2 %[6].
- Peugeot devient n°1 des ventes devant Renault avec 17,2 % de part de ventes contre 16,2 %.
- La Peugeot 208 devance la Renault Clio et la Dacia Sandero au palmarès des ventes hexagonales.
- La Dacia Sandero III prend la première place de voitures neuves vendues aux particuliers avec 69 395 ventes, devant la Peugeot 208 II (36552) et la Peugeot 2008 II (29345)[7].
- Les ventes de véhicules électriques représentent 9,8 % du marché, en progression de 45,6 % par rapport à 2020[8].
- La Tesla Model 3 est la voiture électrique la plus vendue devant la Renault Zoe.
- 83 % des véhicules neufs vendus par Dacia le sont aux particuliers contre 36 % pour Renault[9].
- La France compte 41,1 millions de voitures en circulation[10].
- L'âge moyen des véhicules est de 11 ans[10] (11,6 pour les essences et 11 pour les diesels), contre 10,8 un an plus tôt[11], pour un parc  de 41,1 millions de véhicules en circulation.

## Classements

### Classement par type d'énergie
| Énergie                      | Volume de ventes 2021 | Variation | Part de marché |
| ---------------------------- | --------------------- | --------- | -------------- |
| Essence                      | 667506                | 14,2 %    | 40,2 %         |
| Diesel                       | 349568                | 31,4 %    | 21,1 %         |
| Hybride essence              | 251457                | 71,68 %   | 15,16 %        |
| Hybride diesel               | 35027                 | 56,21 %   | 2,11 %         |
| Hybride essence rechargeable | 133908                | 85,12 %   | 8,5 %          |
| Hybride diesel rechargeable  | 7100                  | 199,6 %   | 0,43 %         |
| Électricité                  | 162106                | 45,6 %    | 9,8 %          |
| GPL                          | 49782                 | 179,8 %   | 3 %            |
| Superéthanol E85             | 2424                  | 80 566 %  | 0,1 %          |
| GNV                          | 172                   |           | 0 %            |
| Hydrogène                    | 61                    |           |                |

### Classement des modèles les plus vendus en France

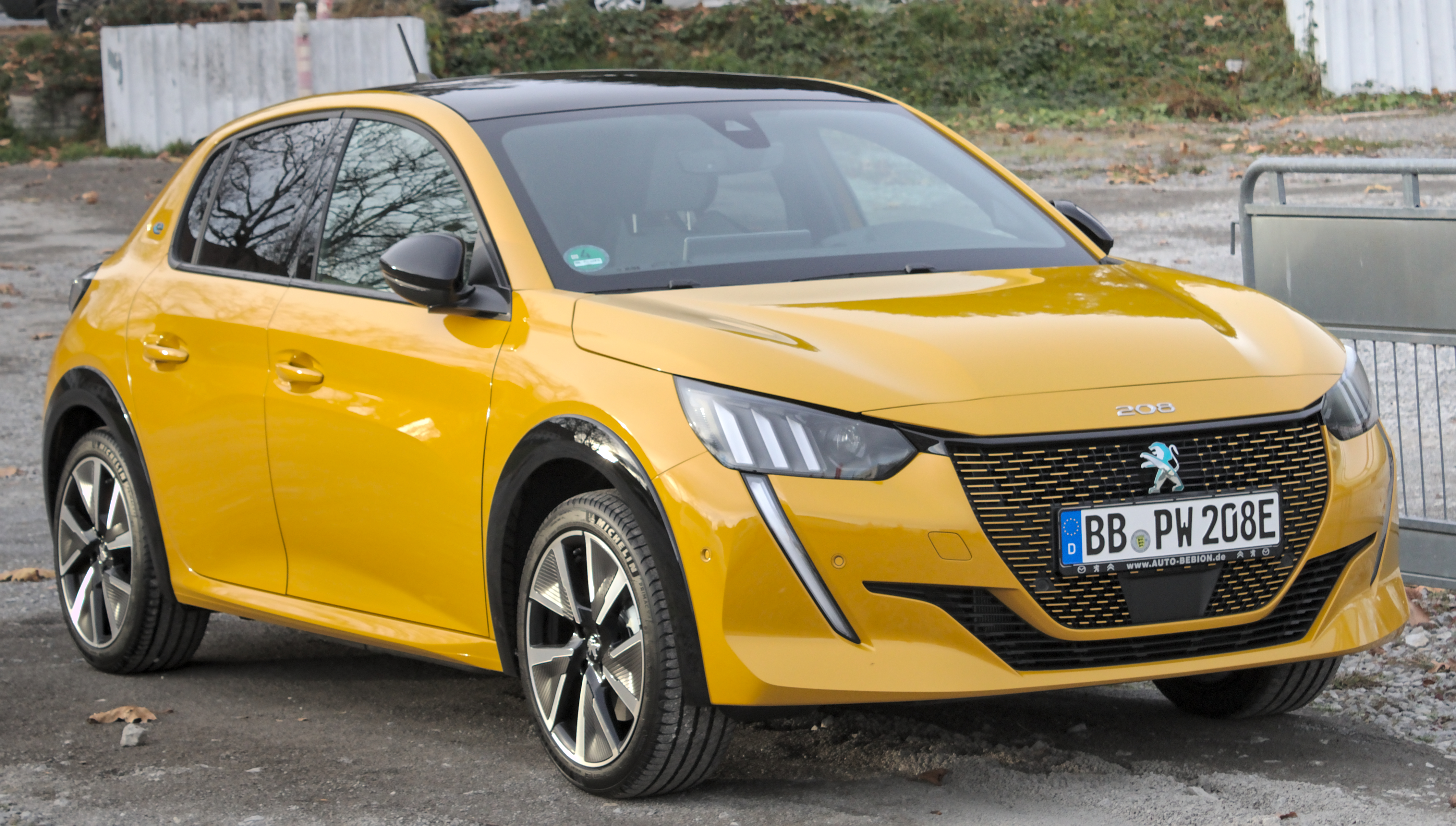
Peugeot 208 II, meilleure vente du marché français 2021

| Rang | Modèle               | Ventes | Part de marché |
| ---- | -------------------- | ------ | -------------- |
| 1re  | Peugeot 208 II       | 88013  | 5,3 %          |
| 2e   | Renault Clio V       | 85247  | 5,1 %          |
| 3e   | Dacia Sandero II     | 77054  | 4,5 %          |
| 4e   | Peugeot 2008 II      | 75478  | 4,4 %          |
| 5e   | Citroën C3 III       | 65395  | 3,9 %          |
| 6e   | Renault Captur II    | 52605  | 3,2 %          |
| 7e   | Peugeot 3008 II      | 50488  | 3 %            |
| 8e   | Toyota Yaris IV      | 32302  | 1,9 %          |
| 9e   | Dacia Duster II      | 31060  | 1,9 %          |
| 10e  | Renault Twingo III   | 29111  | 1,8 %          |
| 11e  | Renault Mégane IV    | 28001  | 1,7 %          |
| 12e  | Citroën C3 Aircross  | 26669  | 1,6 %          |
| 13e  | Fiat 500 III         | 25182  | 1,5 %          |
| 14e  | Tesla Model 3        | 24911  | 1,5 %          |
| 15e  | Volkswagen Polo VI   | 23882  | 1,4 %          |
| 16e  | Renault Zoe          | 23575  | 1,4 %          |
| 17e  | Citroën C4 III       | 22358  |                |
| 18e  | Citroën C4 Aircross  | 21908  |                |
| 19e  | Peugeot 308 III      | 21524  |                |
| 20e  | Peugeot 5008 II      | 21408  |                |
| 21e  | Volkswagen T-Roc     | 18145  |                |
| 22e  | Renault Arkana       | 17977  |                |
| 23e  | Hyundai Tucson IV    | 17977  |                |
| 24e  | Toyota Corolla XII   | 16867  |                |
| 25e  | Ford Puma II         | 16176  |                |
| 26e  | Opel Corsa VI        | 15870  |                |
| 27e  | Mini IV              | 14855  |                |
| 28e  | Volkswagen Tiguan II | 14747  |                |
| 29e  | Toyota C-HR          | 14566  |                |
| 30e  | Volkswagen Golf VIII | 14005  |                |

### Classement par marques
| Rang | Nom de la marque | Volume de ventes 2021 | Volume de ventes 2020 | Variation       | Part de marché |
| ---- | ---------------- | --------------------- | --------------------- | --------------- | -------------- |
| 1re  | Peugeot          | 285 933               | 301 935               | 5,3 %           | 17,23 %        |
| 2e   | Renault          | 268 975               | 314 647               | 14,52 %         | 16,21 %        |
| 3e   | Citroën          | 161 883               | 162 888               | 0,62 %          | 9,76 %         |
| 4e   | Dacia            | 125 205               | 97 170                | 28,85 %         | 7,55 %         |
| 5e   | Volkswagen       | 105 299               | 97 784                | 7,69 %          | 6,35 %         |
| 6e   | Toyota           | 96 170                | 89 727                | 7,18 %          | 5,8 %          |
| 7e   | Mercedes-Benz    | 50 789                | 52 570                | 3,39 %          | 3,06 %         |
| 8e   | Audi             | 50 083                | 45 360                | 10,41 %         | 3,02 %         |
| 9e   | BMW              | 45 970                | 45 478                | 1,08 %          | 2,77 %         |
| 10e  | Hyundai          | 45 241                | 34 595                | 30,77 %         | 2,73 %         |
| 11e  | Kia              | 44 215                | 39 052                | 13,22 %         | 2,67 %         |
| 12e  | Ford             | 43 777                | 55 219                | 20,72 %         | 2,64 %         |
| 13e  | Fiat             | 39 914                | 42 360                | 5,77 %          | 2,41 %         |
| 14e  | Opel             | 37 393                | 43 801                | 14,63 %         | 2,25 %         |
| 15e  | Skoda            | 30 399                | 29 875                | 1,75 %          | 1,83 %         |
| 16e  | Seat             | 26 702                | 26 688                | 0,05 %          | 1,61 %         |
| 17e  | Tesla            | 26 446                | 7 372                 | 258,74 %        | 1,59 %         |
| 18e  | Nissan           | 26 414                | 32 963                | 19,87 %         | 1,59 %         |
| 19e  | Mini             | 25 337                | 21 881                | 15,79 %         | 1,53 %         |
| 20e  | Suzuki           | 22 907                | 19 651                | 16,57 %         | 1,38 %         |
| 21e  | DS               | 22 782                | 22 182                | 2,7 %           | 1,37 %         |
| 22e  | Volvo            | 17 285                | 16 412                | 5,32 %          | 1,04 %         |
| 23e  | Jeep             | 10 822                | 6 381                 | 69,6 %          | 0,65 %         |
| 24e  | Mazda            | 9 482                 | 8 890                 | 6,66 %          | 0,57 %         |
| 25e  | Land Rover       | 6 078                 | 5 456                 | 11,4 %          | 0,37 %         |
| 26e  | Honda            | 5 374                 | 5 802                 | 7,38 %          | 0,32 %         |
| 27e  | Lexus            | 4 704                 | 5 913                 | 20,45 %         | 0,28 %         |
| 28e  | MG               | 4 498                 | -                     | -               | 0,27 %         |
| 29e  | Porsche          | 4 487                 | 4 878                 | 8,02 %          | 0,27 %         |
| 30e  | Cupra            | 3 991                 | -                     | en augmentation |                |
| 31e  | Mitsubishi       | 1 967                 | 5 012                 | 60,75 %         | 0,12 %         |
| 32e  | Jaguar           | 1 718                 | 1 309                 | 31,25 %         | 0,1 %          |
| 33e  | Smart            | 1 602                 | 1 692                 | 5,32 %          | 0,1 %          |
| 34e  | Alpine           | 1 594                 | 727                   | 119,26 %        | 0,1 %          |
| 35e  | Alfa Romeo       | 1 541                 | 2 372                 | 35,03 %         | 0,09 %         |
| 37e  | Ferrari          | 333                   | 287                   | 16,03 %         | 0,02 %         |
| 36e  | Aiways           | 258                   | -                     | -               | 0,02 %         |
| 38e  | Maserati         | 148                   | 135                   | 9,63 %          | 0,01 %         |
| 39e  | Lamborghini      | 121                   | 81                    | 49,38 %         | 0,01 %         |
| 40e  | Ssangyong        | 120                   | -                     | -               | 0,01 %         |
| 41e  | Bentley          | 86                    | 76                    | 13,16 %         | 0,01 %         |
| 42e  | Subaru           | 67                    | -                     | -               | 0,009 %        |

#### Constitution des groupes automobiles en 2021
Stellantis :
- Peugeot
- Citroën
- DS Automobiles
- Opel
- Fiat
- Alfa Romeo
- Lancia
- Abarth
- Maserati
- Chrysler
- Jeep
- Dodge
- RAM

Groupe Renault :
- Renault
- Dacia
- Lada
- Alpine

Groupe Nissan :
- Nissan
- Infiniti
- Datsun
- Mitsubishi

Volkswagen AG :
- Volkswagen
- Audi
- Seat
- Cupra
- Škoda
- Porsche
- Bentley
- Lamborghini
- Bugatti

Groupe Ford :
- Ford

Geely Holding Group :
- Volvo
- Lotus
- Lynk & Co

General Motors :
- Chevrolet
- Cadillac
- Corvette

Groupe Toyota :
- Toyota
- Lexus
- Daihatsu

Groupe BMW :
- BMW
- Mini
- Rolls-Royce

Daimler AG :
- Mercedes-Benz
- Smart

Groupe Hyundai :
- Hyundai
- Kia

Groupe Tata :
- Jaguar
- Land Rover